# Mistrzostwa Świata w Lekkoatletyce 2019 – sztafeta 4 × 400 m kobiet
Sztafeta 4 × 400 metrów kobiet – jedna z konkurencji biegowych drużynowych rozgrywanych podczas lekkoatletycznych mistrzostw świata na Stadionie Międzynarodowym Chalifa w Dosze.

## Terminarz
| Data           | Godzina |            |
| -------------- | ------- | ---------- |
| 5 października | 19:55   | Eliminacje |
| 6 października | 21:15   | Finał      |

## Rekordy
Tabela prezentuje rekord świata, rekordy poszczególnych kontynentów, mistrzostw świata, a także najlepszy rezultat na świecie w sezonie 2019 przed rozpoczęciem mistrzostw.
|                            | Zawodnik                                                                                              | Wynik   | Miejsce   | Data                     |
| -------------------------- | --- | ------- | --------- | ------------------------ |
| Rekord świata              | ZSRR · (Tatjana Ledowska, Olga Nazarowa, Marija Pinigina, Olha Bryzhina)                              | 3:15,17 | Seul      | 1 października 1988(dts) |
| Rekord mistrzostw świata   | Stany Zjednoczone · (Gwen Torrence, Maicel Malone-Wallace, Natasha Kaiser-Brown, Jearl Miles-Clark)   | 3:16,71 | Stuttgart | 22 sierpnia 1993(dts)    |
| Listy światowe             | Stany Zjednoczone U23 · (Alexis Holmes, Kimberley Harris, Ziyah Holman, Kayla Davis)                  | 3:24,04 | San José  | 21 lipca 2019(dts)       |
| Rekord Afryki              | Nigeria · (Olabisi Afolabi, Fatima Yusuf, Charity Opara, Falilat Ogunkoya)                            | 3:21,04 | Atlanta   | 3 sierpnia 1996(dts)     |
| Rekord Azji                | Chiny · (An Xiaohong, Bai Xiaoyun, Cao Chunying, Ma Yuqin)                                            | 3:24,28 | Pekin     | 13 września 1993(dts)    |
| Rekord Ameryki Północnej   | Stany Zjednoczone · (Denean Howard-Hill, Diane Dixon, Valerie Brisco-Hooks, Florence Griffith-Joyner) | 3:15,51 | Seul      | 1 października 1988(dts) |
| Rekord Ameryki Południowej | Brazylia · (Geisa Aparecida Coutinho, Bárbara de Oliveira, Joelma Sousa, Jailma de Lima)              | 3:26,68 | São Paulo | 7 sierpnia 2011(dts)     |
| Rekord Europy              | ZSRR · (Tatjana Ledowska, Olga Nazarowa, Marija Pinigina, Olha Bryzhina)                              | 3:15,17 | Seul      | 1 października 1988(dts) |
| Rekord Australii i Oceanii | Australia · (Nova Peris, Tamsyn Lewis, Melinda Gainsford-Taylor, Cathy Freeman)                       | 3:23,81 | Sydney    | 30 września 2000(dts)    |

## Minima kwalifikacyjne
Aby zakwalifikować się do mistrzostw, należało znaleźć się w ósemce najlepszych sztafet zawodów IAAF World Relays 2019 lub ośmiu najlepszych sztafet na światowych listach według rankingu czasów (zaliczano wyniki uzyskane w okresie od 1 stycznia 2018 do 23 sierpnia 2019).

## Wyniki

### Eliminacje
Awans: Pierwsze trzy z każdego biegu (Q) i dwie z najlepszymi czasami wśród przegranych (q).
| Pozycja | Bieg | Tor | Państwo           | Zawodnicy                                                                                   | Czas    | Uwagi |
| ------- | ---- | --- | ----------------- | ------------------------------------------------------------------------------------------- | ------- | ----- |
| 1.      | 2    | 6   | Stany Zjednoczone | Jessica Beard, Allyson Felix, Kendall Ellis, Courtney Okolo                                 | 3:22,96 | Q,    |
| 2.      | 1    | 7   | Jamajka           | Roneisha McGregor, Anastasia Le-Roy, Tiffany James, Stephenie Ann McPherson                 | 3:23,64 | Q,    |
| 3.      | 2    | 3   | Wielka Brytania   | Zoey Clark, Jodie Williams, Jessica Turner, Laviai Nielsen                                  | 3:24,99 | Q,    |
| 4.      | 1    | 4   | Polska            | Anna Kiełbasińska, Małgorzata Hołub-Kowalik, Patrycja Wyciszkiewicz, Justyna Święty-Ersetic | 3:25,78 | Q     |
| 5.      | 1    | 8   | Kanada            | Alicia Brown, Aiyanna Stiverne, Madeline Price, Sage Watson                                 | 3:25,86 | Q,    |
| 6.      | 2    | 2   | Ukraina           | Kateryna Kłymiuk, Olha Lachowa, Tetiana Melnyk, Anna Ryżykowa                               | 3:26,57 | Q,    |
| 7.      | 2    | 4   | Belgia            | Hanne Claes, Imke Vervaet, Paulien Couckuyt, Camille Laus                                   | 3:26,58 | q,    |
| 8.      | 1    | 3   | Holandia          | Lieke Klaver, Lisanne de Witte, Bianca Baak, Femke Bol                                      | 3:27,40 | q,    |
| 9.      | 2    | 9   | Włochy            | Maria Benedicta Chigbolu, Ayomide Folorunso, Giancarla Trevisan, Raphaela Lukudo            | 3:27,57 |       |
| 10.     | 1    | 5   | Australia         | Bendere Oboya, Lauren Boden, Ellie Beer, Rebecca Bennett                                    | 3:28,64 | SB    |
| 11.     | 1    | 6   | Indie             | Jisna Mathew, Machettira Raju Poovamma, Velluva Koroth Vismaya, Venkatesan Subha            | 3:29,42 | SB    |
| 12.     | 1    | 9   | Francja           | Amandine Brossier, Déborah Sananes, Élise Trynkler, Agnès Raharolahy                        | 3:29,66 | SB    |
| 13.     | 2    | 5   | Kuba              | Zurian Hechavarría, Rose Mary Almanza, Adriana Rodríguez, Roxana Gómez                      | 3:29,84 | SB    |
| 14.     | 2    | 8   | Szwajcaria        | Léa Sprunger, Fanette Humair, Rachel Pellaud, Yasmin Giger                                  | 3:30,63 |       |
| 15.     | 1    | 2   | Nigeria           | Blessing Oladoye, Patience George, Abike Funmilola Egbeniyi, Favour Ofili                   | 3:35,90 |       |
| –       | 2    | 7   | Botswana          | Oarabile Babolayi, Thomphang Basele, Oratile Nowe, Amantle Montsho                          | DNS     |       |

### Finał
| Pozycja | Tor | Państwo           | Zawodnicy                                                                                    | Czas    | Uwagi      |
| ------- | --- | ----------------- | -------------------------------------------------------------------------------------------- | ------- | ---------- |
| 01 !    | 7   | Stany Zjednoczone | Phyllis Francis, Sydney McLaughlin, Dalilah Muhammad, Wadeline Jonathas                      | 3:18,92 | WL         |
| 02 !    | 6   | Polska            | Iga Baumgart-Witan, Patrycja Wyciszkiewicz, Małgorzata Hołub-Kowalik, Justyna Święty-Ersetic | 3:21.89 | NR         |
| 03 !    | 4   | Jamajka           | Anastasia Le-Roy, Tiffany James, Stephenie Ann McPherson, Shericka Jackson                   | 3:22,37 | SB         |
| 4.      | 5   | Wielka Brytania   | Zoey Clark, Jodie Williams, Emily Diamond, Laviai Nielsen                                    | 3:23,02 | SB         |
| 5.      | 2   | Belgia            | Hanne Claes, Imke Vervaet, Paulien Couckuyt, Camille Laus                                    | 3:27,15 |            |
| 6.      | 8   | Ukraina           | Kateryna Kłymiuk, Olha Lachowa, Tetiana Melnyk, Anna Ryżykowa                                | 3:27,48 |            |
| 7.      | 3   | Holandia          | Lieke Klaver, Lisanne de Witte, Bianca Baak, Femke Bol                                       | 3:27,89 |            |
| –       | 9   | Kanada            | Alicia Brown, Aiyanna Stiverne, Madeline Price, Sage Watson                                  | DSQ     | R163.3 (a) |